# Origin Records

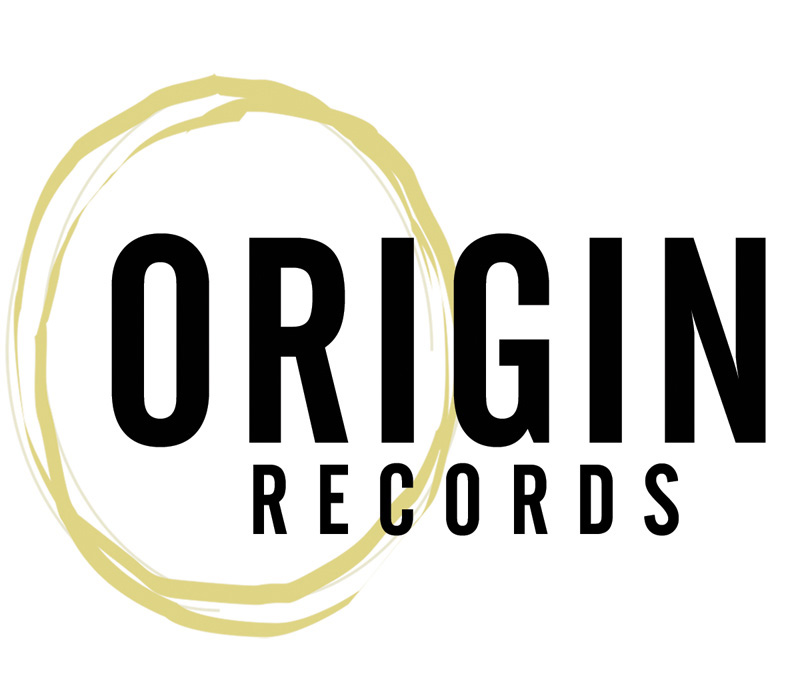
Das Logo von Origin Records

Origin Records ist ein US-amerikanisches Jazz-Plattenlabel, das seinen Sitz in Seattle hat. Es wurde 1997 von dem Schlagzeuger John Bishop gegründet, der damit sowohl Musik seiner eigenen Bandprojekte als auch weiterer Künstler, mit denen er arbeitete, veröffentlichen wollte. Mit Unterstützung seines ehemaligen Schülers Matt Jorgensen hatte das Label 1998 einen Webauftritt; 2002 wurde das Sublabel OA2 Records und 2008 Origin Classical geschaffen. Daneben produzierte Origin seit 2003 das Ballard Jazz Festival in Seattle, bei dem seitdem die Konzertreihen The Brotherhood of the Drum, The Ballard Jazz Walk und ab 2008 der Jazz Pancake Brunch realisiert wurden. Seit 2006 ergänzt der Trompeter Chad McCullough das Origin-Team als A&R und Produktionsmanager. 2009 wurde Origin vom Magazin JazzWeek als Bestes Jazzlabel des Jahres ausgezeichnet.
Zu den von Origin veröffentlichten Musikern gehören Bill Anschell, John Bishop, Bobby Broom, Hadley Caliman, Daniel Carter, Chuck Deardorf, Les DeMerle, Courtney Fortune,  Hal Galper, John Gross, Matt Jorgensen, Joe Locke, Thomas Marriott, Greta Matassa, Jack Mouse, Rich Cole, Jim Knapp, Don Lanphere, Benny Powell, Kim Richmond, Claude Sifferlen, John Stowell, Tom Tallitsch, Chris Walden, Paul West und Jessica Williams.